# 4277 Holubov
A 4277 Holubov (ideiglenes jelöléssel 1982 AF) a Naprendszer kisbolygóövében található aszteroida. Antonín Mrkos fedezte fel 1982. január 15-én.